# Killary Harbour
Killary Harbour ou An Caolaire Rua est le plus long fjord d'Irlande. Il se situe entre le Comté de Mayo et la région du Connemara (comté de Galway) au sud. Il est long de 14 kilomètres pour une largeur de 500 à 800 mètres.
Il est dominé au nord par l'imposante falaise des  Mweelrea Mountains culminant à 814 mètres.
Il dessert le petit port de Leenaun (An Líonán).

## Galerie

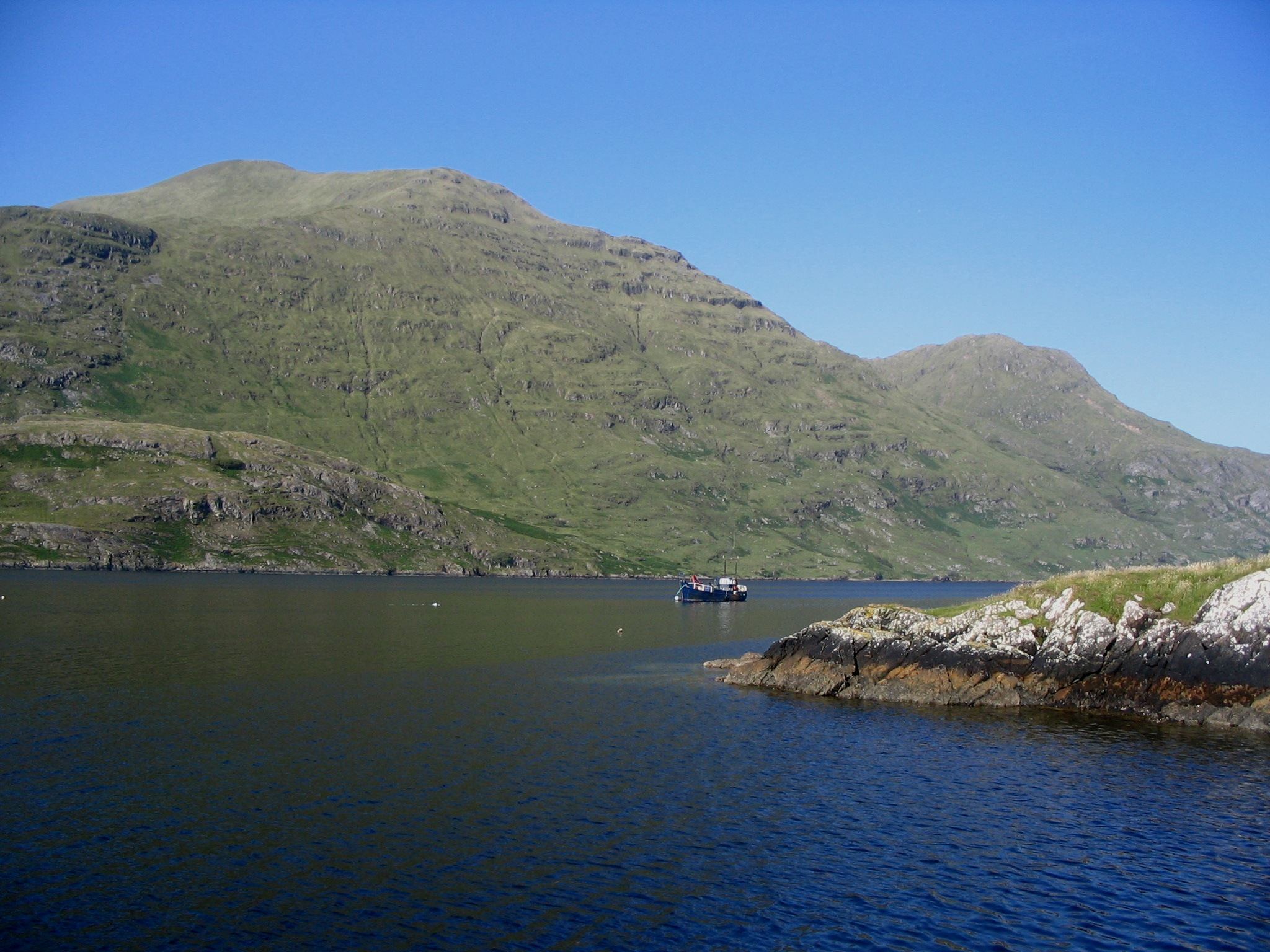
Killary Harbour au pied de Mweelrea depuis Rosroe Quay.
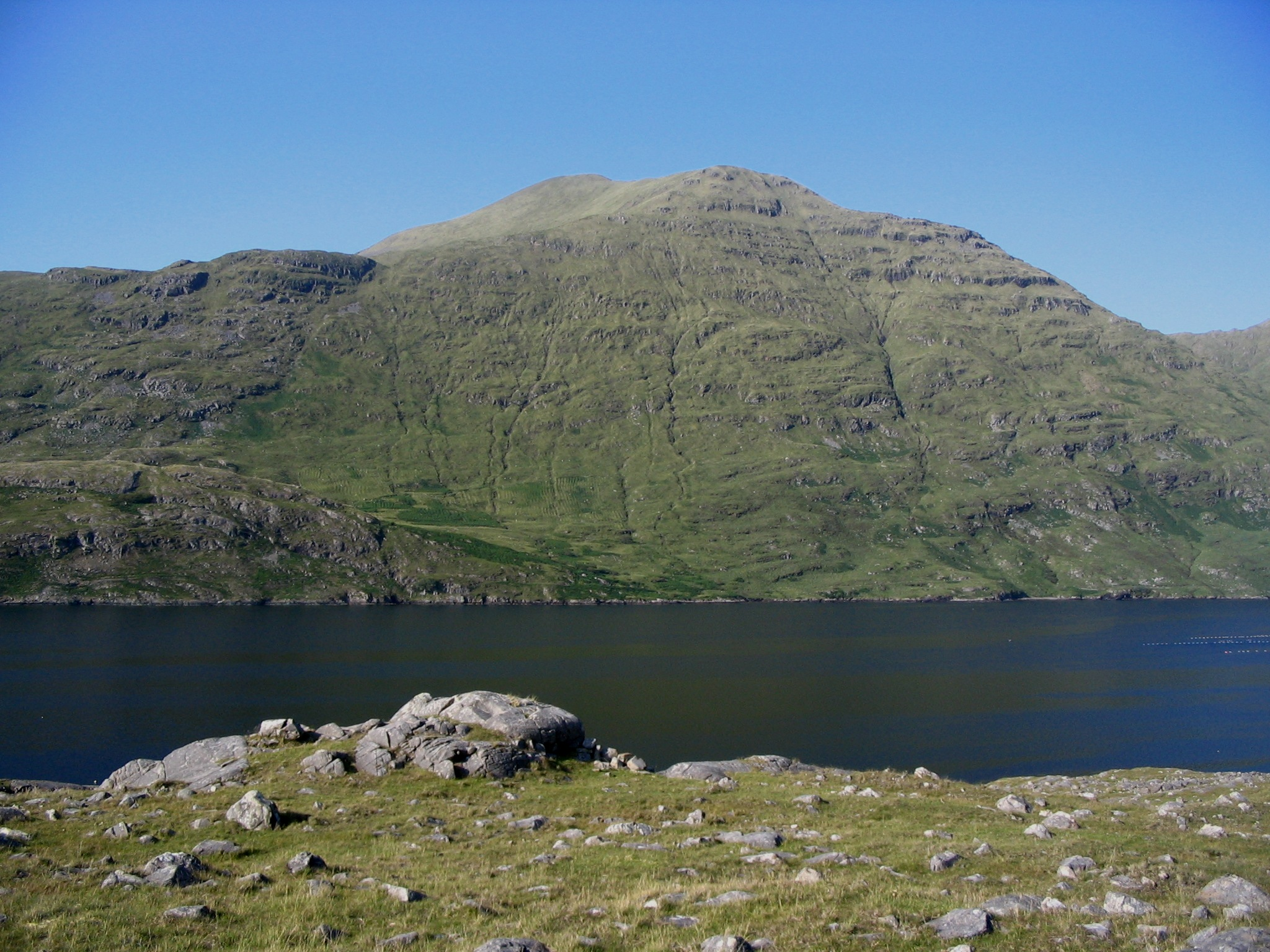
Mweelrea depuis Rosroe dominant Killary Harbour.
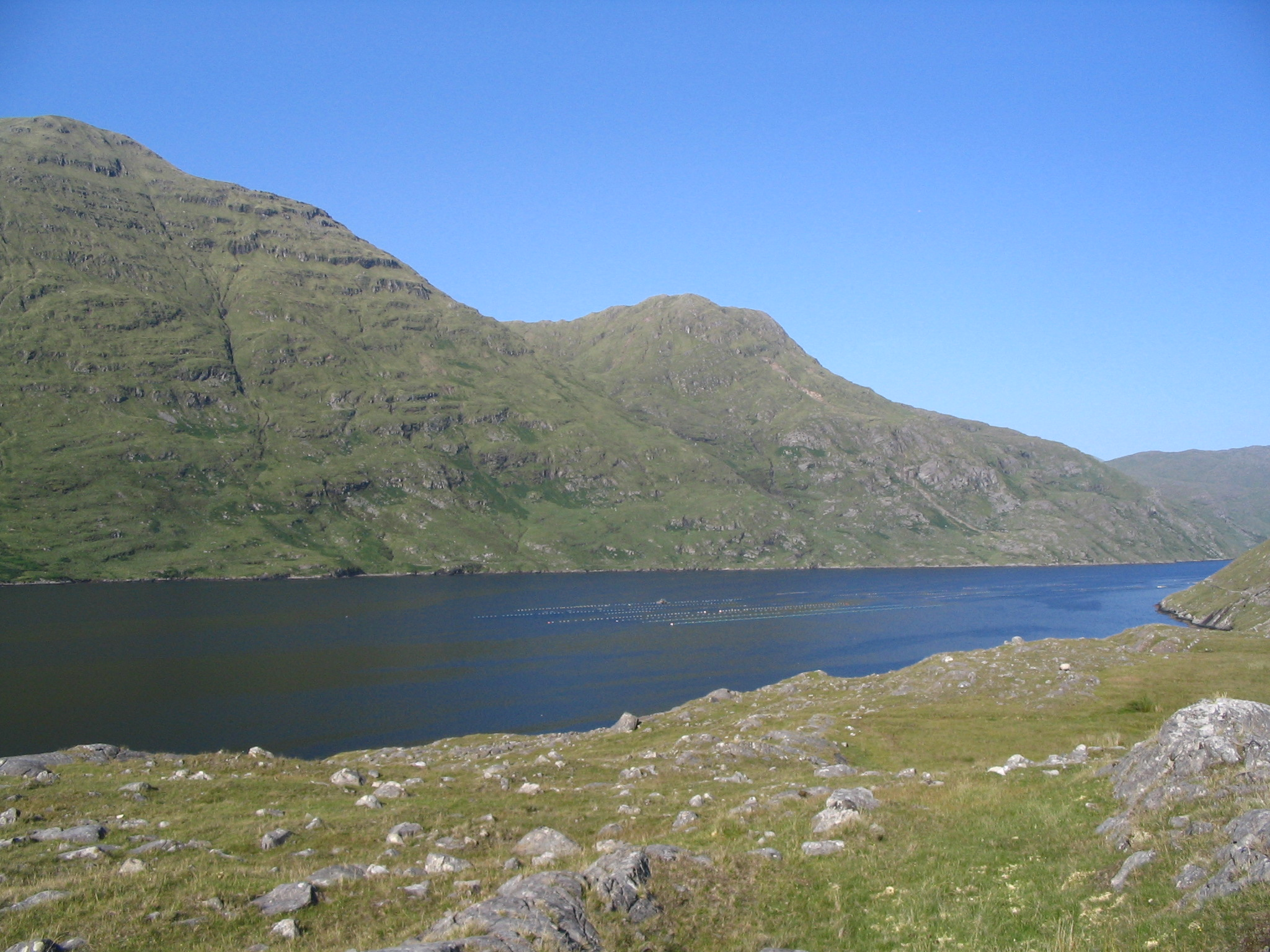
Pisciculture dans le fjord de Killary Harbour.
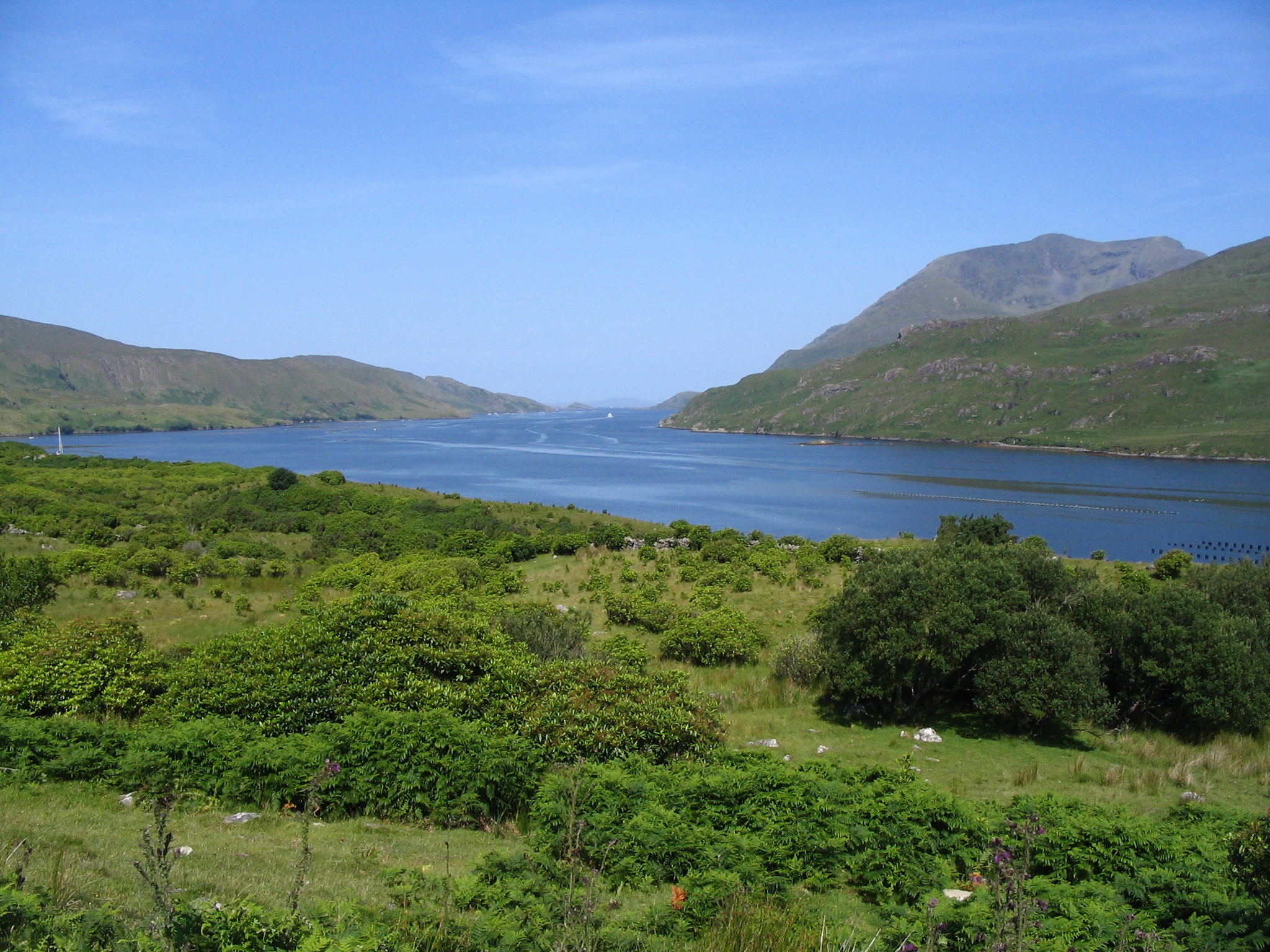
Au loin, l'embouchure de Kyllary Harbour depuis Derrynacleigh.
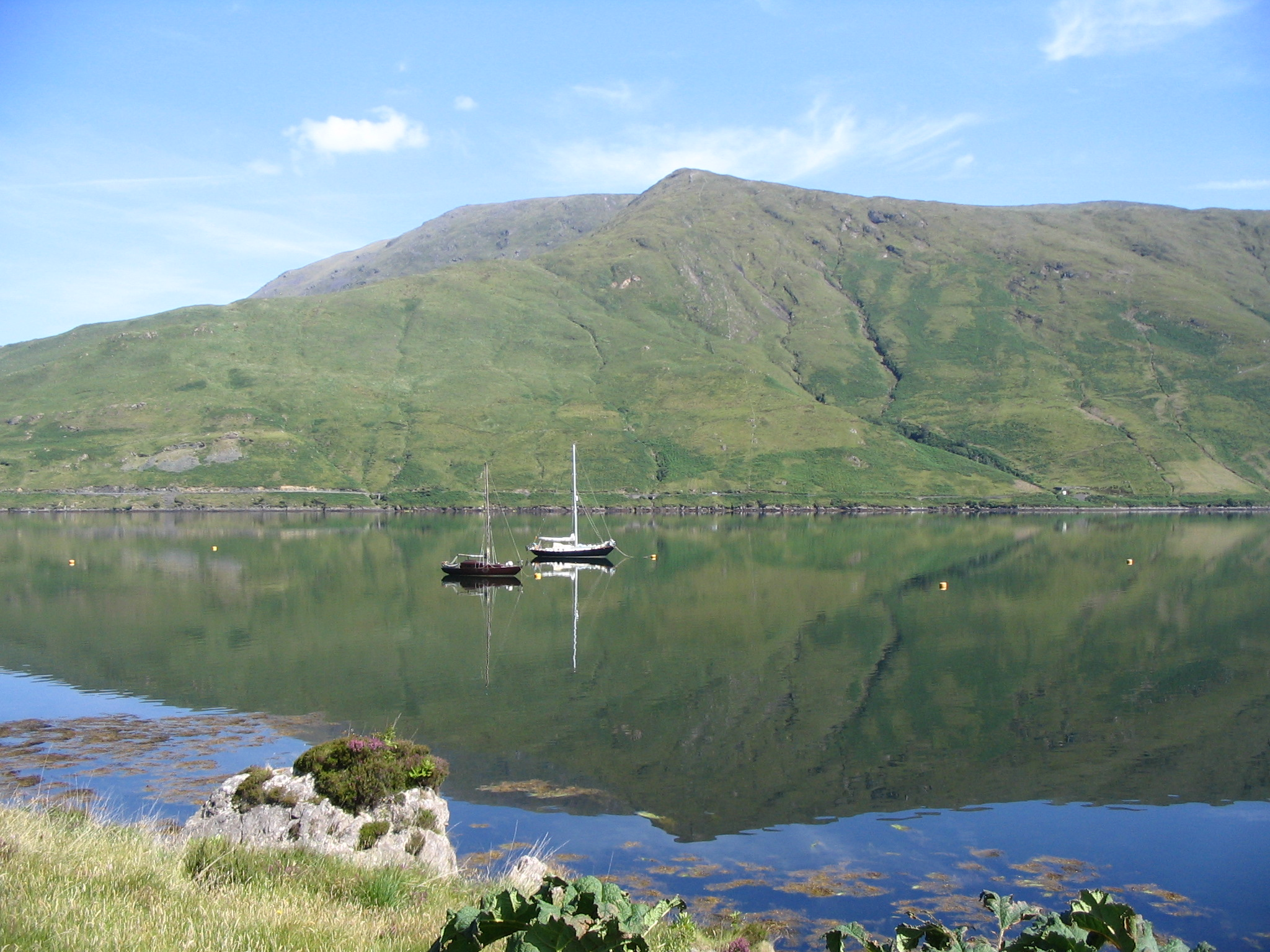
BenGorm depuis Leenaun.
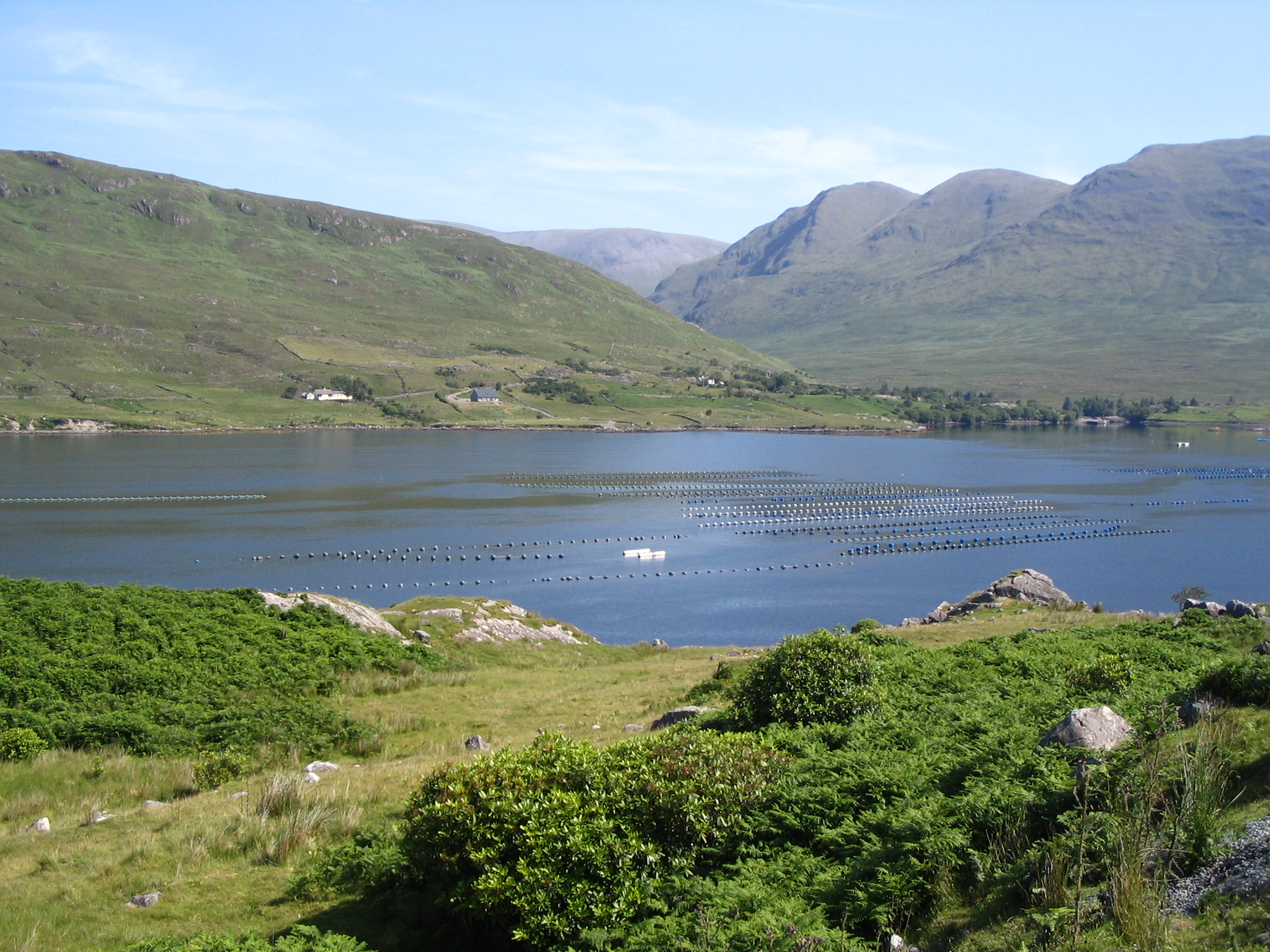
Le fond du fjord, Aasleagh depuis Nancy Point.